# Osmý světadíl
Osmý světadíl je původní český muzikál založený na písních slovenské hudební skupiny Elán. Libreto napsali Boris Filan, Peter Pavlac a Ján Ďurovčík, který je zároveň režisérem a choreografem muzikálu. Premiéra „Osmáčku“ proběhla dne 8. září 2011 v Divadle Kalich.

## O muzikálu
Muzikál je pojmenovaný podle debutového alba skupiny a hraje se v českém jazyce, písně jsou ovšem zpívány ve slovenštině. O roli se ucházelo přes čtyři sta zájemců, jen málokdo však splňoval vysoké nároky tvůrců.
Skupina Elán ze začátku ohledně myšlenky muzikálu váhala, ale pak se mu rozhodla dát šanci a zapojili se do příprav muzikálu. Členové skupiny byli přítomni i na premiéře a vyjádřili kladné reakce k muzikálu samotnému i k výkonům účinkujících.

## Obsazení
- Jana:  Nela Pocisková, Michaela Tomešová,[10] Kateřina Steinerová
- Tomáš: Tomáš Savka, Tomáš Löbl, Roman Tomeš
- Erik: Zbyněk Fric, Jan Kříž[11]
- Matka Jany: Zuzana Krištofová-Kolářová,[12] Alžbeta Stanková,[13] Marie Štěchová
- Otec Jany: Jan Révai, Michal Pleskot
- více rolí: Juraj Bernáth, Antonín Moravec
- Jakub: František Jan Mrákota,Filip Antonio
- Company, menší role: Zuzana Pokorná, Zuzana Herényiová, Linda Huňáčková, Gloria Fricová, Zdeňka Pijanová, Barbora Danzerová, Eva Miškovičová, Denisa Kubášová, Kamila Mottlová, Martin Bačkovský, Filip Gröger, Tomáš Sloupský, Petr Novotný, Oldřich Smysl, Jan Tenkrát, Peter Veslár, Petr Šudoma

## Tvůrci
- hudba a texty písní: Elán
- libreto: Boris Filan, Ján Ďurovčík, Peter Pavlac
- choreografie a režie: Ján Ďurovčík
- producent: Michal Kocourek
- scénografie: Martin Černý
- kostýmy: Zuzana Straková
- pěvecké nastudování: Ľubo Dolný
- asistent režie:	Michal Pleskot

## Recenze
Muzikál získal většinou příznivé recenze jak od diváků, tak i od kritiků. 
- Radmila Hrdinová, Právo, 9. září 2011, [14]
- Pavel Košatka, Musical.cz, 11. září 2011, [15]
- Michal Novák, i-divadlo.cz, 8. září 2011, [16]
- Roman Janouch, Haló noviny, 8. červen 2019: Osmý světadíl (…) nebyl megaúspěšný jen kvůli jedné pecce za druhou; představuje pro českou muzikálovou scénu vpravdě zlom. Poprvé tu velká muzikálová produkce nestavěla na známých tvářích z televize, ale na stoprocentních pěveckých, tanečních a hereckých výkonech mladých talentů a na moderní choreografii i režii.[17]